# Juan Abelló
Juan Abelló Gallo (Madrid; 16 de diciembre de 1941) es un empresario español que se inició en la industria farmacéutica, conocido por su colección de arte y con una intensa actividad en el panorama sociocultural español.
Abelló, dueño de 41 276 hectáreas de terrenos en España —dedicados principalmente a la caza—, es considerado el mayor terrateniente del país. Según la revista Forbes, es también la octava persona más rica de España, con un patrimonio estimado de 2900 millones de euros.

## Biografía
Hijo del empresario farmacéutico Juan Abelló Pascual (1895-1983) y Nieves Gallo Rodeles (1900-1986).
Estudió en el Colegio del Pilar de Madrid. Licenciado en Farmacia por la Universidad Complutense de Madrid (años 1958-1963), en 1978 obtiene el título de doctor en Farmacia, con la calificación de sobresaliente "Cum Laude", siendo su tesis doctoral: “Determinación espectrofotométrica de antibióticos de núcleo penicilánico por complexometría con ion cobaltoso”.
Contrajo matrimonio en junio de 1968 en el palacio de El Quexigal con Ana Isabel Gamazo Hohenlohe-Langenburg, hija del marqués de Soto de Aller y de la marquesa de Belvís de las Navas, y nieta del príncipe Max de Hohenlohe-Langenburg y de Piedad Yturbe. Tienen cuatro hijos: Juan Claudio (casado con Marta Álvarez Guil), Alejandro (casado con Marina Valcárcel Silvela, marquesa de O’Reilly), Cristian (divorciado de Paula Luengo Artiñano y casado desde 2012 con Ana María Bareño) y Miguel (casado con Carmen Frühbeck).

### Actividad farmacéutica
En 1965 inicia su actividad en el campo de la industria químico-farmacéutica, ingresando en la Fábrica de Productos Químicos y Farmacéuticos Abelló, S.A. en el Departamento de Alcaloides, después en el Departamento Comercial.
Es promovido en 1966 a ocupar el cargo de director general adjunto, en el año 1967 es nombrado director general, vicepresidente en 1973 y presidente en 1983.
En 1983 procede a la operación de venta de los citados laboratorios a la multinacional Merck Sharp and Dohme por 2700 millones de pesetas. Con los beneficios de esta operación, en 1984, decide tomar el control de Antibióticos S.A., de la que posee algo menos del 50 % del capital, junto con otros socios españoles. En 1987 todos los socios venden la empresa Antibióticos S.A. a la multinacional italiana Montedison por 58 000 millones de pesetas, constituyendo tal hecho la mayor inversión exterior de capital privado que se produce, hasta ese momento, en la historia económica española.

### Actividad financiera
En 1987, tras realizar una significativa inversión en el Banco Español de Crédito que le lleva a ser el mayor accionista a título individual, obtiene un puesto en el Consejo de Administración de esta entidad, siendo nombrado, posteriormente, vicepresidente con poderes delegados del Consejo en su grupo de empresas industriales, inmobiliarias y participadas. En 1988 y como consecuencia de su intervención en el desarrollo de los acuerdos de fusión de los Bancos Español de Crédito y Banco Central, es nombrado Consejero del BANESTO y del propio Banco Central. También en dicho año es nombrado Presidente de la Unión y el Fénix Español; vicepresidente de Unión Fenosa y Consejero de Tudor.
En el año 1989 y tras abandonar totalmente su relación con el Banco Español de Crédito y compañías del grupo, reinicia su actividad privada con Torreal, desde donde concentra y canaliza todos sus negocios empresariales. Además, constituye una Joint Venture con Swiss Bank Corporation por virtud de la cual se constituyen SBS España, SBS Valores, y la Compañía Inversiones Ibersuizas, siendo nombrado Presidente del Consejo de Administración en ese año (cargo que dejó en 2001, tras la venta de tal participación).
En la década de 1990 continúa su carrera empresarial e invierte en otros negocios a través de la sociedad Torreal. Torreal cuenta con inversiones en más de 25 compañías presentes en distintas geografías y sectores. Las inversiones de Torreal han incluido históricamente, entre otras, Aernnova (aeroestructuras), Laureate (educación), Alliance Laundry (lavadoras industriales), Germaine de Capuccini (cosmética), Ingesport (infraestructuras deportivas), Prospitalia (gestión hospitalaria), Linneo Health (farma), Telepizza (alimentación), Talgo (fabricación y mantenimiento de trenes) y Aston Martin, (automoción).
En 1996 es nombrado Presidente de Airtel, segunda compañía operadora de telefonía móvil en España; cesando en el año 2001, tras la toma de control del capital por Vodafone. En el año 2000 es nombrado Consejero del Banco de Santander, dimitiendo en el año 2004.

### Reconocimientos
En 1965, obtiene el premio de Licenciatura "Fundación Rafael Folch" de la Facultad de Farmacia de la Universidad Complutense de Madrid. En 1974, se le concede la Medalla de Honor de Plata de la Cámara Oficial de Comercio de Madrid. En 1995, la Real Academia de Doctores le otorga la Medalla de Oro al Mérito Doctoral. En 1996, es nombrado Académico correspondiente de la Real Academia de Bellas Artes de San Fernando. En 1997, se le concede la Gran Cruz de la Orden del Mérito Civil y en 1998 el Premio Cámara Oficial de Comercio e Industria de Madrid al Empresario del Año, correspondiente a 1997. En 1999 recibió el premio Juan Lladó y en 2002, fue nombrado académico de número de la Real Academia Nacional de Farmacia.

## Actividad cultural y de mecenazgo
Patrono de la Fundación "Príncipe de Asturias"; presidente de la Fundación de Apoyo a la Historia del Arte Hispánico; académico correspondiente de la Real Academia de Bellas Artes de San Fernando; vocal de la Fundación José Casares Gil, de Amigos de la Real Academia de Farmacia; vocal de la Fundación de Ayuda contra la Drogadicción. Miembro fundador-protector de la Fundación de Amigos del Museo del Prado; miembro del Consejo Asesor del Patronato de la Fundación ARCO; patrono de la Fundación Tate Gallery; vocal de la Junta Rectora de la Fundación General de la Universidad Politécnica de Madrid; vocal de Amigos de la Residencia de Estudiantes; vocal de IFAR, International Foundation for Art Research, vocal del Consejo Rector del Instituto de Empresa.
Ha sido miembro del Real Patronato del Museo del Prado y de la Fundación para el Apoyo de la Cultura. A través de su pinacoteca particular, colabora en múltiples exposiciones culturales, fundamentalmente en colaboración con el Museo del Prado, Museo Reina Sofía (Madrid), Fundación Colección Thyssen Bornemisza (Madrid), National Gallery (Londres) y National Gallery (Escocia), Staatsgalerie (Stuttgart), Rijksmuseum Kroller (Holanda), County Museum of Art (Los Ángeles, Estados Unidos), Musée Beaux Arts (Canadá), Fundación FOCUS (Sevilla),  Ayuntamiento de Santander, The Trust for Museum Exhibitions (Washington, Estados Unidos), Museo de Bellas Artes de Bilbao, Museo de Arte Moderno de Cataluña, Fundación Cultural Mapfre Vida, Sociedad Estatal España Nuevo Milenio, Fundación Santander Central Hispano, Consejería de Cultura de la Comunidad de Madrid, Museo Nacional de las Artes de Río de Janeiro, Museo de Arte Contemporáneo Esteban Vicente, Centro Atlántico de Arte Moderno, Museo de Bellas Artes de Valencia y Pinacoteca de Viena. Así mismo ha sido vicepresidente del Club de Fútbol Real Madrid y secretario del Consejo Ejecutivo de la "Asociación Española contra el Cáncer".

### Colección de arte

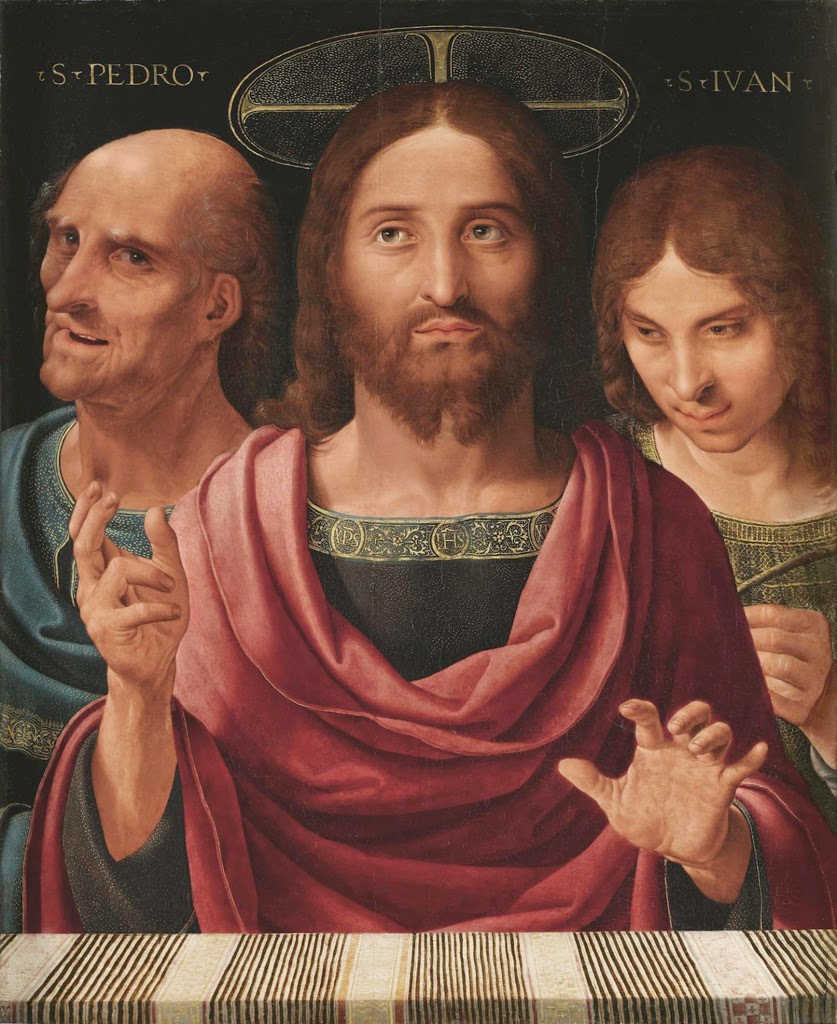
Cristo entre san Pedro y san Juan, obra de Fernando Yáñez de la Almedina.

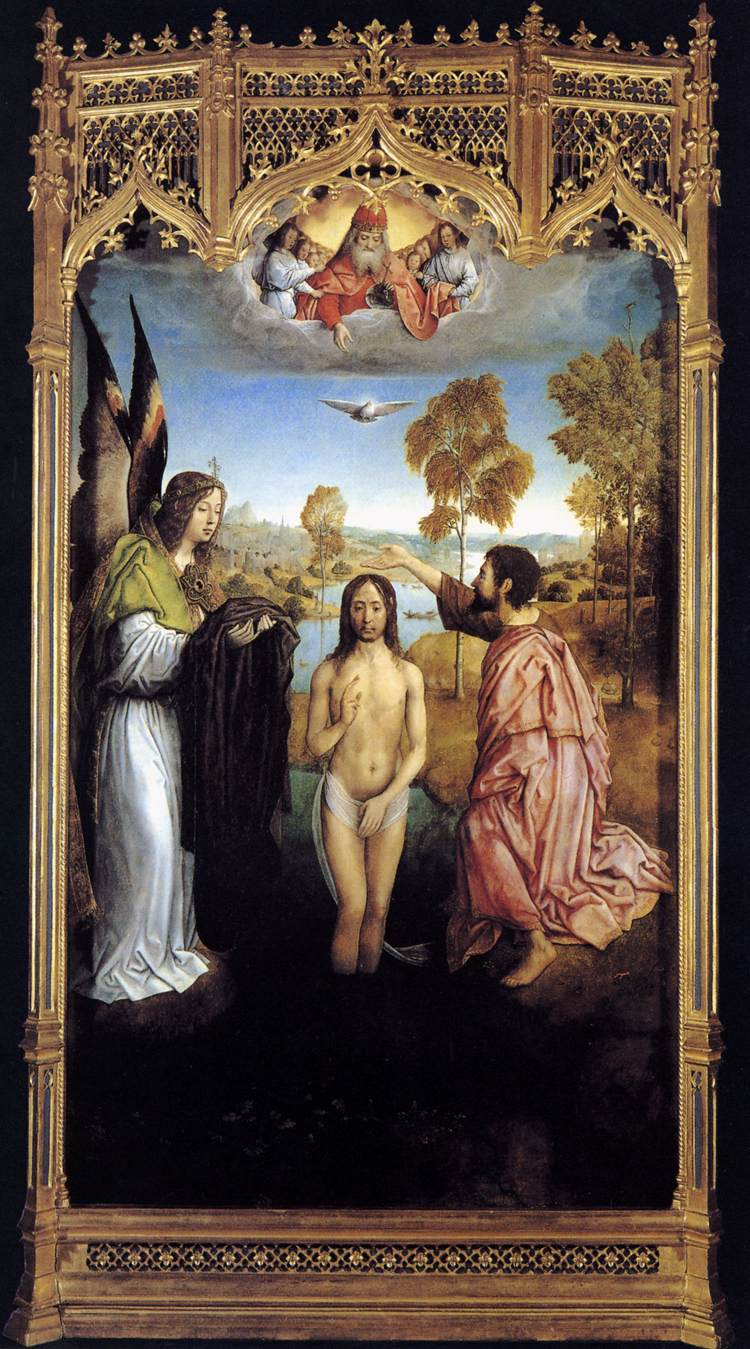
El bautismo de Cristo, pintura de Juan de Flandes, uno de los principales tesoros de la colección Abelló.

Con la estrecha colaboración de su esposa Anna Gamazo, a lo largo de casi cuatro décadas Juan Abelló ha reunido una importante colección de arte, con unas 800 piezas, que le hace figurar repetidamente en las listas mundiales de coleccionistas más importantes. 
Esta colección ha prestado obras sueltas a múltiples exposiciones y hasta fecha reciente solo había protagonizado tres exposiciones individuales, con grupos de obras según épocas o técnicas. En 2014 se celebró la primera exposición comprensiva de todo el perfil de la colección: se ubicó en el espacio CentroCentro del Ayuntamiento de Madrid, desde octubre de dicho año, hasta marzo de 2015 . Posteriormente una selección de más de 100 obras maestras se expuso desde abril hasta agosto de 2015 en el Museo Meadows de Dallas. En Málaga tuvo lugar la exposición "De Rafael a Bacon. Obras maestras de la Colección Abelló", en el Centro Cultural Fundación Unicaja, de mayo a agosto de 2024, con una selección de 62 obras.  
La colección es muy variada y abarca desde el siglo XV hasta el arte contemporáneo, no solo español sino también internacional. En los años 2015-16 el repertorio se ha reforzado con la suma de varias pinturas muy importantes adquiridas a los herederos de otro gran coleccionista, José Luis Várez Fisa; entre ellas se cuentan tres cuadros de Francisco de Goya y uno de los rarísimos bodegones de Juan Sánchez Cotán que quedan en el mercado. En años recientes el conjunto ha seguido creciendo, con adquisiciones únicas en el coleccionismo español como sendos retratos de Rafael y Rembrandt.

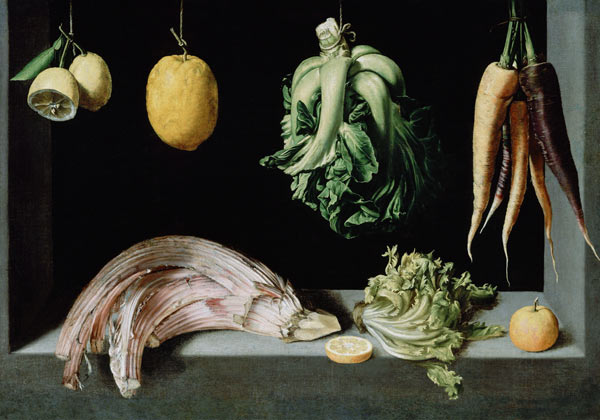
Juan Sánchez Cotán, Bodegón con frutas y verduras.

Destacan en la colección los principales genios españoles entre los siglos XV y XVIII: Bernardo Serra (Tríptico de Cinctorres), Juan de Flandes (El Bautismo de Cristo), Pedro Berruguete (La Virgen con el Niño), Fernando Yáñez de la Almedina (con una de sus obras maestras, Cristo entre San Pedro y San Juan), el Greco (San Francisco Recibiendo los Estigmas, Retrato en miniatura de Francisco de Pisa), Juan Pantoja de la Cruz, Ribera (El Sentido del Olfato), Herrera el Viejo (Santa Ana y la Virgen), Zurbarán (La Familia de la Virgen), Murillo (Muchacho Sonriente o El Gallero), Luis Paret (un Autorretrato de los cuatro que hay del pintor y La Virgen con el Niño)... 
Sobresale Goya con siete ejemplos: un dibujo de su esposa Josefa Bayeu posando de perfil, dos retratos del matrimonio Goicoechea (consuegros del pintor), el pequeño óleo sobre hojalata Pase de capa, perteneciente a una famosa serie de tema taurino enviada por el pintor a la Academia de San Fernando en 1793, y tres pinturas de temas populares, procedentes de la colección Várez Fisa (La cucaña, Asalto de ladrones, Incendio de noche).

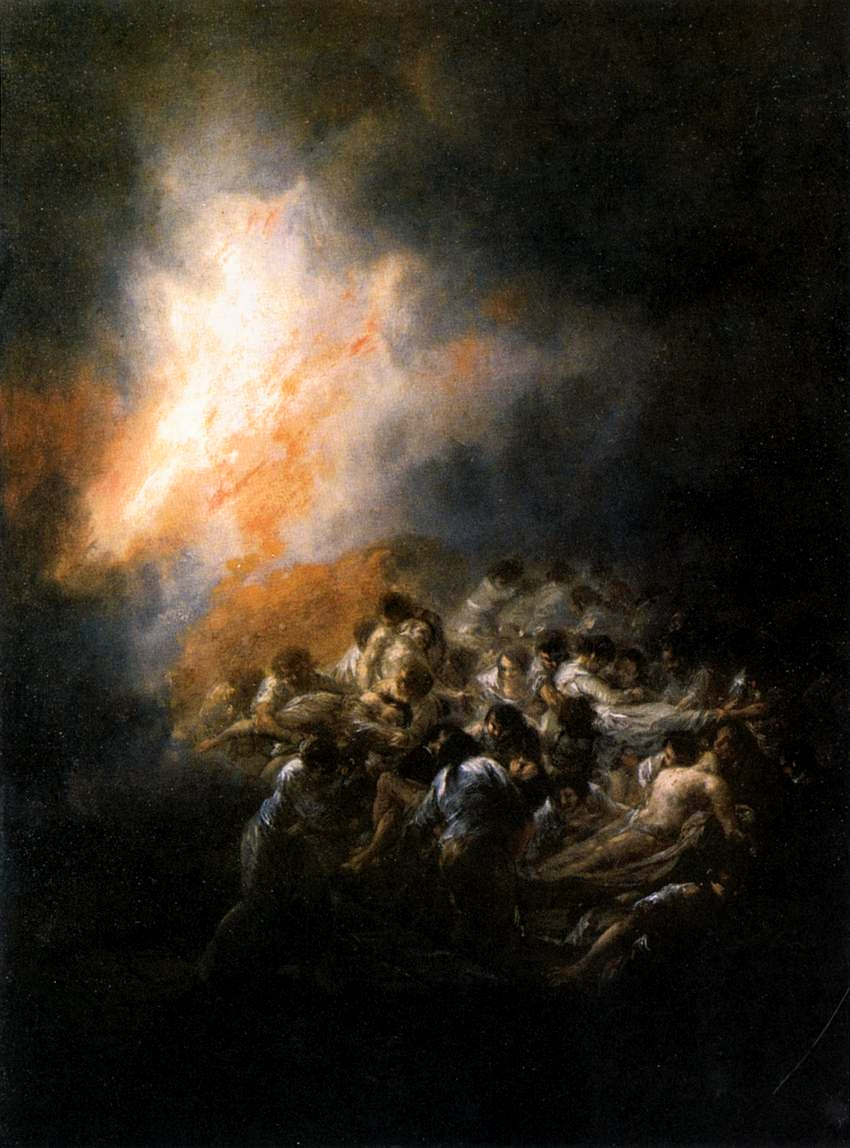
Francisco de Goya, Incendio de noche.

Entre los artistas españoles de los siglos XIX y XX, destacan Mariano Fortuny (Fantasía Árabe), Anglada Camarasa, Isidro Nonell, Sorolla, Julio Romero de Torres, Darío de Regoyos, Aureliano de Beruete, Joaquín Mir, Juan Gris, María Blanchard, Ismael González de la Serna, Benjamín Palencia, Salvador Dalí, Joan Miró, Manuel Millares, José Guerrero, Pablo Palazuelo... hasta autores actuales como Carmen Laffón y Guillermo Pérez Villalta. Sorprende el repertorio de Pablo Picasso, con un importante conjunto de dibujos sobre papel y tres pinturas de distintas etapas, entre ellas un Desnudo Femenino de gusto clasicista y un retrato de los años 30. 
Muy extenso es el apartado de bodegones españoles de Juan van der Hamen, Tomás Hiepes, Juan de Arellano, Antonio Ponce, Luis Meléndez y uno de los apenas seis que se conocen de Juan Sánchez Cotán (Bodegón con frutas y verduras), seguramente el único bodegón de este artista que queda en manos privadas en España (en todo el mundo hay dos). También es singular un conjunto de pinturas históricas de temática madrileña, de los siglos XVII al XIX, entre los que destaca una Vista de Madrid con el Palacio Real y el río Manzanares de 2,20 metros de largo, pintada por Antonio Joli. En 2023 este amplio fondo protagonizó la exposición Madrid en la Colección Abelló .
También posee la colección relevantes pinturas de viejos maestros extranjeros: Lucas Cranach el Viejo (La Virgen con el Niño), dos paisajes venecianos de la mejor etapa de Canaletto y otros dos de Francesco Guardi. En 2019 trascendió la noticia de la compra de una pintura de Rembrandt, Retrato de mujer joven con gorro negro (1632), que se ha mostrado al público por primera vez en el Museo Thyssen-Bornemisza, dentro de la exposición Rembrandt y el retrato en Ámsterdam. En 2020 la colección ha vuelto a sorprender: ha prestado a la antológica del V Centenario de la muerte de Rafael Sanzio celebrada en Roma, un pequeño Retrato del orfebre Valerio Belli asignado al maestro. Es una pintura circular, posiblemente para una caja o estuche, que perteneció al historiador Kenneth Clark y fue subastada por la firma Sotheby's en 2016. En 2022, una exposición en el Museo de Arte de San Luis ha desvelado otra obra de la colección: un Retrato de Cosme I de Médicis, atribuido a Bronzino, pintado sobre pórfido.
El repertorio internacional de los siglos XIX y XX es asombroso: un pastel de Degas (Después del Baño) y su dibujo previo al carboncillo, tres pinturas de Pierre Bonnard, un óleo de Toulouse-Lautrec, cinco ejemplos de Modigliani entre los que destacan el óleo El Violonchelista (cuyo reverso esconde un retrato abocetado de Brancusi) y una de sus escasas esculturas en piedra... Siguen cuadros de Kees van Dongen, Henri Matisse, Georges Braque, Marc Chagall, Mark Rothko y Lucian Freud (Autorretrato) así como un valioso repertorio de Francis Bacon: dos trípticos, un retrato y un dibujo de 1933. 
Abelló colecciona también dibujos antiguos y modernos, desde Alonso de Berruguete y Pedro de Campaña en el siglo XVI hasta Giambattista Tiepolo y Balthus. Joya capital de la colección es el Álbum Alcubierre: una rarísima recopilación de dibujos españoles de los siglos XVII y XVIII, con ejemplos de Francisco Pacheco, Alonso Cano, Murillo, Valdés Leal... La sección de dibujos y obra sobre papel de los siglos XIX-XX incluye obras de Goya, Van Gogh, Renoir, Toulouse-Lautrec, Munch, Kandinsky, Egon Schiele, Paul Klee, Emil Nolde, George Grosz, Juan Gris, Magritte, Dalí, De Chirico, Gauguin, Hockney... Una selección bastante amplia de ella se expuso en el Museo Thyssen-Bornemisza a finales de 2007 y al año siguiente, en el Museo Meadows de Dallas.